# Passejos per Roma
Passejos per Roma (títol original en francès Promenades dans Rome) és un llibre de viatges escrit entre el 1828 i el 1829 per l'escriptor francès Henry Beyle, Stendhal.
L'obra descriu amb un format de dietari i amb l'estil amè alhora que descriptiu característic de Stendhal, els grans monuments, així com l'ambient social on es movia l'escriptor a Roma. Les dates de les anotacions van des del 3 d'agost del 1827 fins al 23 d'abril del 1829.
Al final del llibre, Stendhal fa una proposta de visita de Roma en deu dies en forma de llistes de llocs a visitar cada dia. El text acaba amb la frase en anglès: to the happy few.